# James Arthur
James Andrew Arthur (* 2. března 1988) je anglický zpěvák. Stal se vítězem 9. sérii britské talentové soutěže X Factor. Do povědomí širšího publika vstoupil písní „Impossible“, která je cover-verzí singlu barbadoské zpěvačky Shontelle a byla vydána jako charitativní single po výhře X Factoru. Své debutové album nazvané James Arthur vydal v roce 2013 na značce Syco.

## Život
Pochází z Middlesbrough, kde do svých 2 let žil s matkou Shirley Ashworth, která pochází z Anglie a s otcem Neilem Arthurem, pocházejícím ze Skotska. V jeho 2 letech se jeho rodiče rozvedli, a tak zůstal James sám s matkou a o 2 roky starší sestrou Sian. Chodil na Ings Farm Primary School v Redcar. V 9 letech se se svým nevlastním otcem Ronaldem Raffertym, matkou a Sian přestěhovali do Bahrajnu, kde studoval v anglické škole. Po 4 letech se rozešli, Jamesovi bylo 14 let a s matkou, Sian a dalšími dvěma nevlastními sestrami Jasmin a Neve se přestěhovali zpět do Anglie. Nakonec ve studiu pokračoval na Ryehills School. Díky otcovu prvnímu manželství má James ještě staršího nevlastního bratra Neila a díky pozdějšímu manželství s Jacquelin mladší nevlastní sestru Charlotte.

## Kariéra

### Začátky
Arthur začal psát písničky a nahrávat je od svých 15 let, patřil k několika skupinám Moonlight Drive, Cue the Drama, Save Arcade a Emerald Sky. Nahrál několik svých vlastních písniček na SoundCloud a YouTube, stejně tak jako své album nazvané Sins by the Sea. V roce 2011 se zúčastnil konkurzu do britské verze pěvecké soutěže Hlas a dostal se do finální 200.
V roce 2012 nahrál další písničky a vydal dvě EP jako The James Arthur Band. Skupina se skládala z Jamese (hlas, kytara), Jeze Taylora (kytara), Chrise Smallse (keyboard), Jordana Swaina (bunbny) a Rich Doney (basová kytara). Ve stejném roce vydala skupina The EP Collection CD s devíti písničkami ve stylu R&B, soul a hip hop. James také vydal EP Hold On pod jménem The James Arthur Project v srpnu 2012.

### 2012:The X Factor
V roce 2012 se zúčastnil konkurzů deváté série britské talentové soutěže X Factor, kde zpíval písničku „Young“ od porotkyně Tulisy Contostavlos. Na soustředění zpíval písničku „A Million Love Songs“ a byl vybrán mezi top 6 soutěžích v chlapecké kategorii, kterou mentorovala Nicole Scherzinger. Po vystoupení v domu porotců, kde zpíval „I Can't Make You Love Me“ byl vybrán mezi top 12 soutěžích a dostal se tak do živých kol. V první živé show zpíval písničku „Stronger“ od Kelly Clarkson a ve druhém kole „No More Drama“ od Mary J. Blige. Ve třetím kole zpíval „Sexy and I Know It“ od LMFAO. Byl obvinění z plagiátorství. Jeho verze se podobala verzi YouTube hvězdy only1Noah. V Halloweenském týdnu zpíval písničku „Sweet Dreams“ a v týdnu písniček číslo jedna zpíval „Don't Speak“. V 6. živé kole vystoupil s písničkou „Hometown Glory“ od Adele. V 7. kole zpíval písničku „Can't Take My Eyes Off You“ a při nedělním vyřazovacím kole se dostal do „poslední dvojice“ a musel zpívat o záchranu. Vybral si písničku „Falling“ a díky diváckým hlasům postoupil do dalšího kola. V 8. kole zpíval písničku skupiny ABBA „SOS“ a písničku „Let's Get It On“. V semifinále zpíval „One“, „The Power of Love“ a postoupil do finálového kola, kde si zazpíval písničku „Feeling Good“ a znovu „Let's Get It On. Součástí finálového kola byla taky písnička s menorem, s Nicole Scherzinger zazpívali písničku „Make You Feel My Love“ a byl představen jeho vítězná skladba, kterou byla písnička „Impossible“. Ve finálovém kole, které se konalo 9. prosince 2012 porazil Jahména Douglese, který získal 38,9% hlasů, zatímco on 53,7%.

### 2013–2014: PoX Factoru
Po vítězství byla zveřejněna jeho coververze písničky „Impossible“ a stala se nejrychleji prodávající se singlem vítěze soutěže s 255 000 staženími za 48 hodin a s 490 000 na konci týdne. Singl se dostal na vrchol britské hitparády. Po třech týdnech se stal 5. nejrychleji prodávající se singlem roku 2012 s 897 000 kopiemi.
7. srpna 2013 oznámil skrz twitter, že jeho další singl se bude jmenovat „You're Nobody 'til Somebody Loves You“, který byl zveřejněn 9. září 2013. V celém světě byl oficiálně vydán 20. října a debutoval na druhém místě britského žebříčku, za Lorde písničkou „Royals“. Jeho album nazvané James Arthur bylo zveřejněno 4. listopadu 2013. Umístilo se na druhém místě žebříčku. Dalším singlem se stala písnička „Recovery“, která se umístila na 19. místě žebříčku. Čtvrtým singlem se stala písnička „Get Down“. 5. ledna 2014 začal své turné James Arthur Tour po Evropě.

### 2014–současnost: Druhé album
Během léta 2014 začal pracovat na svém druhém albu, připravoval se na podepsání nové nahrávací smlouvy. 19. října vydal nový stol, na kterém spolupracoval s britským producentem Rymezem nazvaný „Kryptonite“.

## Diskografie
- James Arthur (2013)
- Back from the Edge (2016)
- You (2019)
- It'll All Make Sense in the End (2021)
- Bitter Sweet Love (2024)

## Turné
- The X Factor Live Tour (2013)
- James Arthur Tour (2014)
- The Story So Far Tour (2015)
- Back from the Edge Tour (2017)
- 16th Annual Honda Civic Tour (2017)
- The Twenty Tour (2019)
- You: Up Close and Personal Tour (2019)